# Les Filles du wagon-lit
Pour plus de détails, voir Fiche technique et Distribution.
Les Filles du wagon-lit, également connu sous le titre  Terreur Express, (La ragazza del vagone letto) est un giallo italien réalisé par Ferdinando Baldi et sorti en 1980.

## Synopsis
Une douzaine de passagers se retrouvent dans les wagons d'un train pour un long voyage. Parmi eux se trouvent une prostituée, un couple, une bande d'amies, un policier et trois voyous ; ces derniers volent l'arme du policier et prennent le contrôle de quelques voitures, commettant meurtres, viols et humiliations. Mais une halte inattendue pourrait donner à Pierre, un ancien détenu, une chance de se venger.

## Fiche technique
- Titre français : Les Filles du wagon-lit ou Terreur Express[1]
- Titre original italien : La ragazza del vagone letto[2]
- Réalisation : Ferdinando Baldi
- Scenario : George Eastman
- Photographie :	Giuseppe Aquari (it)
- Montage : Alessandro Lucidi (it)
- Musique : Marcello Giombini
- Production : Armando Todaro
- Société de production : Rinascita Cinematografica
- Société de distribution : Cinedaf General (Italie)
- Pays de production :  Italie
- Langue originale : Italien
- Format : Couleurs - 1,66:1 - Son mono - 35 mm
- Durée : 93 minutes
- Genre : Giallo
- Dates de sortie :
  - Italie : 10 janvier 1980
  - France : 29 juillet 1981[1]

## Distribution
- Silvia Dionisio : Giulia
- Venantino Venantini : Le mari d'Anna
- Werner Pochath : Elio
- Zora Kerova : Anna
- Andrea Scotti : Willis
- Carlo De Mejo : David
- Simone Mattioli : Pierre
- Giancarlo Maestri : le policier
- Gino Milli : le contrôleur
- Gianluigi Chirizzi : Peter
- Fiammetta Flamini : Evelyn

## Accueil critique
Il Mereghetti assimile le film à un rape and revenge et lui donne une seule étoile.